# Three Senses Nature Trail
Le Three Senses Nature Trail est un sentier d'interprétation américain situé dans le comté de Teton, au Wyoming. Long d'environ 1,6 km, il est protégé au sein du parc national de Yellowstone. Il est par ailleurs classé National Recreation Trail depuis 1981.
Sa particularité est d'être accessible à tous les visiteurs, y compris les personnes en situation de handicap et notamment les personnes malvoyantes. Le sentier contient 17 pancartes traduites en braille, chacune indiquant la distance la séparant de la prochaine. Le nom du sentier (« sentier des trois sens » en anglais) fait référence aux trois sens (toucher, odorat et ouïe) centraux dans le parcours du sentier,.